# Andy Cunningham (calciatore)
Andrew Cunningham, detto Andy (Galston, 31 gennaio 1891 – Glasgow, 8 maggio 1973), è stato un calciatore e allenatore di calcio scozzese, di ruolo attaccante.

## Carriera

### Club
Inizia la sua carriera professionistica nel Newmilns F.C., squadra locale dell'Ayrshire, prima di trasferirsi al Kilmarnock nel 1909. Dopo sei stagioni al Rugby Park, si unì ai Glasgow Rangers nel 1915. Ha debuttato con gli scozzesi il 5 aprile 1915, quando i Rangers vennero sconfitti dal Partick Thistle per 1-0.
Cunningham venne utilizzato con scarsità dal tecnico William Wilton, prima di affermarsi definitivamente nell'undici titolare nella stagione 1918-1919. Durante la sua permanenza nel club di Glasgow vinse sette campionati scozzesi e divenne uno dei volti fondamentali del trionfo dei Rangers nella finale di Scottish Cup del 1928: la gara si concluderà con un secco 4-0 ai danni dei rivali del Celtic, così che i Rangers vincessero il loro primo titolo di questa competizione in 25 anni. In totale, ha collezionato 389 presenze e segnato 183 reti.

### Allenatore
Cunningham si trasferì al Newcastle United nel 1928, divenendo il giocatore più anziano di allora a giocare nella massima divisione del campionato inglese, all'età di 38 anni. Ha firmato un contratto per i Magpies con il ruolo di giocatore-allenatore, per poi divenire allenatore in tutti i sensi dopo essersi ritirato dalle attività agonistiche nel 1931. Tecnicamente, è considerato il primo allenatore storico del Newcastle United, anche perché il suo predecessore Frank Watt non aveva alcun controllo sulla selezione della squadra.
Guidò i Magpies alla vittoria della FA Cup 1931-1932 dopo aver battuto l'Arsenal per 2-1 in finale. Tuttavia, sotto la sua gestione il club retrocederà in Second Division e Cunningham si dimetterà nel 1935. Attualmente è considerato uno degli allenatori più vincenti nella storia del Newcastle, vincendo 105 gare su 251.
Dopo il periodo speso al Newcastle, torna in Scozia dove verrà nominato nuovo tecnico del Dundee. Rimarrà sotto contratto con il club dal 1937 al 1940, anno in cui decise definitivamente di ritirarsi per poi dedicarsi totalmente alla scrittura di annuali calcistici dopo la Seconda guerra mondiale.

## Vita privata
Anche suo fratello minore William è stato un calciatore professionista e giocava nel ruolo di difensore; i due fratelli furono compagni di squadra al Kilmarnock per quattro stagioni fino al 1915.

## Palmarès

### Giocatore

#### Competizioni nazionali
- Campionato scozzese: 7

Rangers: 1918-1919, 1919-1920, 1920-1921, 1922-1923, 1923-1924, 1924-1925, 1927-1928
- Coppa di Scozia: 1

Rangers: 1927-1928

#### Competizioni regionali
- Glasgow Cup: 4

Rangers: 1921-1922, 1922-1923, 1923-1924, 1924-1925

### Allenatore

#### Competizioni nazionali
- Coppa d'Inghilterra: 1

Newcastle: 1931-1932